# Richard J. Terrile
Richard J. Terrile nació en 1951. Se crio en Flushing en Queens. Estudió en el Instituto de Enseñanza Media John Brown de  Flushing y posteriormente en la Universidad Estatal de Nueva York en Stony Brook donde logró una doble licenciatura en Física y Astronomía. Hizo el doctorado de Ciencias Planetarias en el Instituto Tecnológico de California trabajando en el telescopio de 5 metros de Monte Palomar. Fue discípulo de Tobías C. Owen. En la década de los 80 participó como astrónomo en la misión del Voyager 1 y 2 donde hizo varios descubrimientos:
- En octubre de 1980 descubrió en las fotografías del Voyager 1 la luna Atlas de Saturno que orbita ligeramente exterior al anillo A de Saturno y mantiene su borde.
- En la misma época al observar que la luna pastora del anillo F de Saturno Telesto tenía una órbita excéntrica pensó que el anillo F también sería excéntrico por lo que se le ocurrió comparar fotos de los anillos a ambos lados del planeta demostrando la excentricidad del F y de otro anillo en el interior de una división del anillo C.
- El 20 de enero de 1986 al acercarse el Voyager 2 a Urano descubrió las lunas pastoras del anillo épsilon, Cordelia y Ofelia.
- En 1989 al acercarse el Voyager 2 a Neptuno descubrió la lunas Naiad y Talasia.

Ha participado en varios proyectos más de la NASA y como astrónomo en el estudio de planetas extrasolares. En 1984 descubrió el disco protoplanetario de gas y polvo que rodea a Beta pictoris.
- Datos: Q497221